# Брама Сан-Джованні
Брама Сан-Джованні (італ. Porta San Giovanni) — міська брама Авреліанової стіни у Римі, названа так за іменем базиліки Сан-Джованні-ін-Латерано.

## Історія

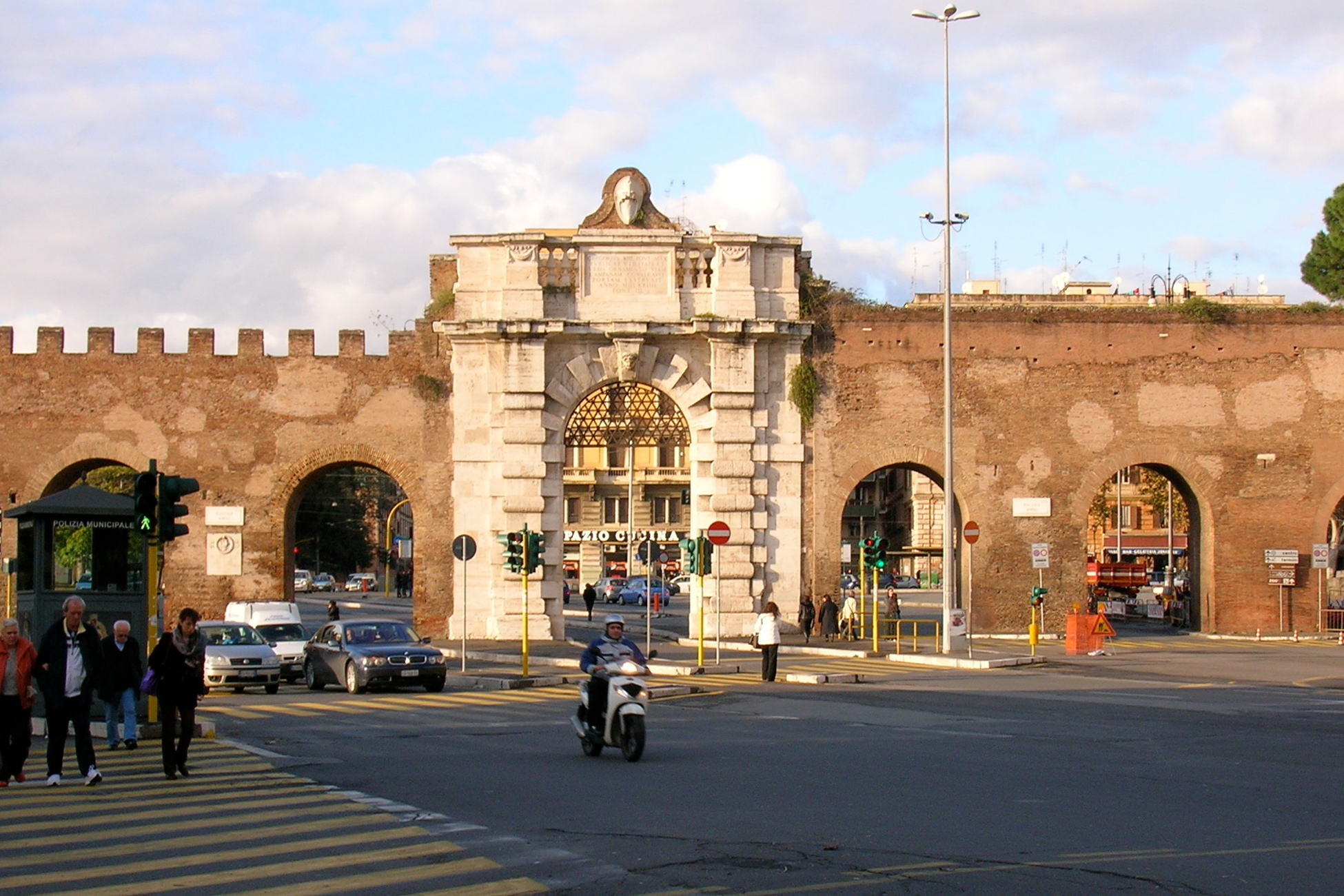
Брама Сан-Джованні

Брама Сан-Джованні була побудована за папи Григорія XIII (архітектор — Jacopo del Duca) у 1574 році неподалік від античних Воріт Асінарія. Ця брама (як й інші римські брами епохи Ренесансу, наприклад, порта Піа) були збудовані не для оборони, і облицьовані декоративними тесаним каменем.

## Напис
На згадку про побудову на брамі є надпис:
GREGORIVS XIII PONT. MAX
PVBLICAE VTILITATI ET VRBIS ORNAMENTO
VIAM CAMPANAM CONSTRAVIT
PORTAM EXSTRVXIT
ANNO MDLXXIIII PONT. III